# Mariä Himmelfahrt (Sossau)
Die auf das 12. Jahrhundert zurückgehende Wallfahrtskirche Maria Himmelfahrt befindet sich im nördlich der Donau gelegenen Straubinger Ortsteil Sossau.
Sie gehört zum Dekanat Straubing und ist Sitz der Expositur Mariä Himmelfahrt Sossau der Straubinger Pfarrei St. Jakob. Das Kirchengebäude St. Jakob der Ältere in Unterzeitldorn ist Nebenkirche der Sossauer Expositur.

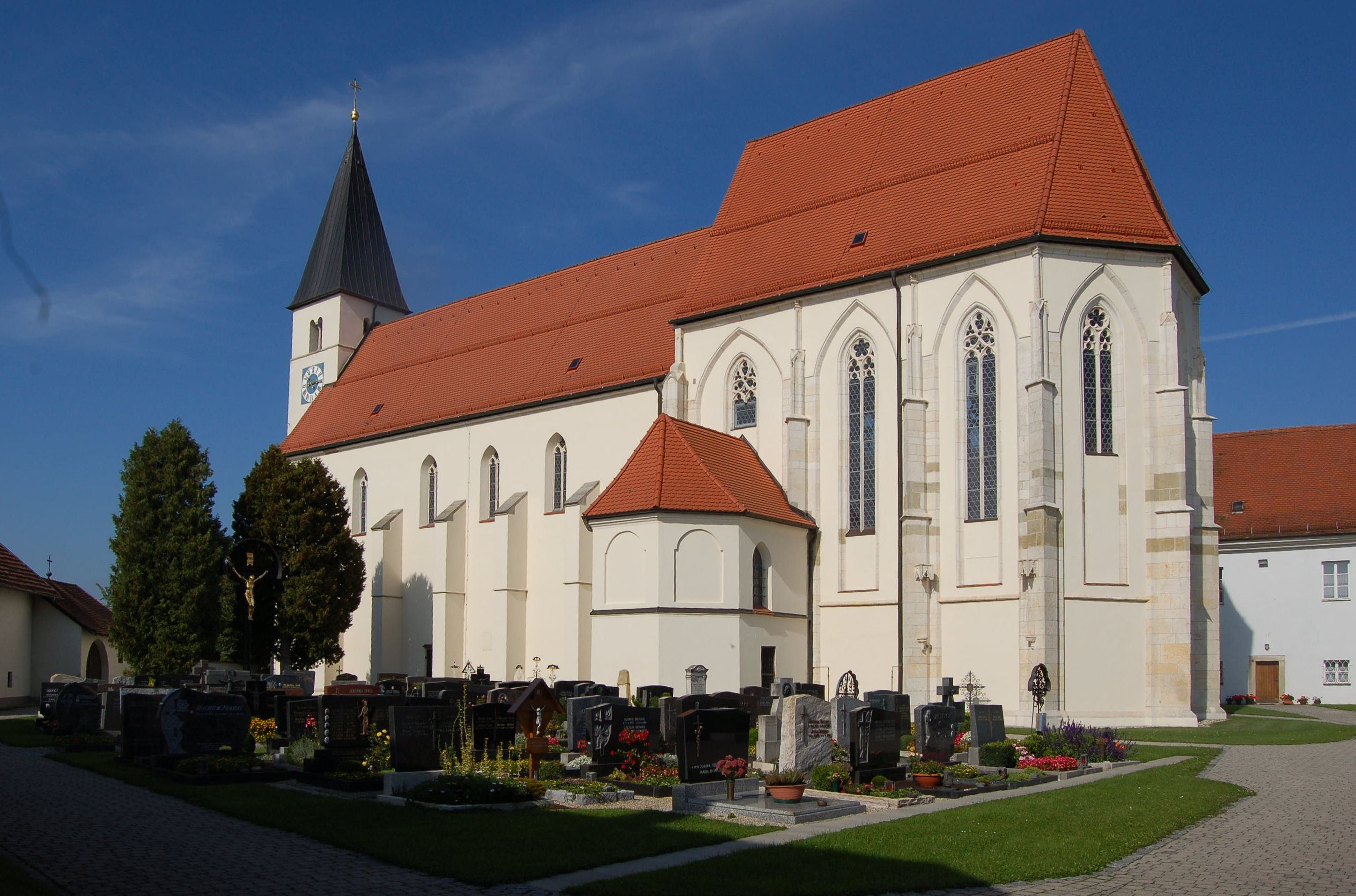
Ansicht der Kirche aus dem Innenhof

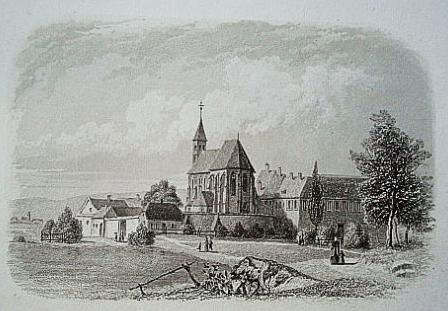
Stich von 1844

## Geschichte
Die Vorgängerkirche in Sossau wurde 1146 das erste Mal urkundlich erwähnt, weitere Berichte über diesen Bau existieren nicht. Um 1140 übergab Albert von Bogen dem Kloster Windberg das Gut Sazzowa, heute Sossau, wo Abt Gebhard 1177 eine neue Kirche erbauen ließ. 1178 erfolgte die Weihe. Papst Eugen III. bestätigte die Schenkung des Dorfes und seiner Kirche an das Kloster Windberg, dem es bis zur Säkularisation angehörte. Die Kirche ist ursprünglich romanisch, 1350 erhielt sie durch Abt Friedrich von Windberg einen hohen gotischen Hochchor. Um diese Zeit wurde auch das Kirchenschiff erhöht, einzig der Kirchturm behielt seine alte Größe. Der einschiffige Innenraum wurde bis ins 18. Jahrhundert immer wieder verändert.
Die Kirche besitzt wertvolle Fresken von Joseph Anton Merz, der diese im Jahr 1777 schuf. Aus dem gleichen Jahr stammt der Hochaltar vom Straubinger Stuckateur Mathias Obermayr. Die Orgel stammt aus dem Jahre 1715 und wurde von dem Ingolstädter Hans Caspar König angefertigt. Die Kanzel, die Seitenaltäre und die Orgelempore sind spätbarock.
Im Längsschiff der Kirche wird auf zwei großen gerahmten Tafelbildern die Legende der Überfahrt der Wallfahrtskirche dargestellt. Im Inneren der Kirche befindet sich eine alte Glocke, das sogenannte „Frauenglöckl“. Diese stammt aus dem 13. Jahrhundert und gehört somit zu den ältesten Glocken in Straubing.

## Legende
Laut Legende soll bei Antenring eine Kapelle gestanden haben, die vom heiligen Azylius erbaut wurde. Als dieser ermordet und mehrere Kirchenpilger überfallen wurden, brachten Engel die Kirche mit dem Gnadenbild in Sicherheit. Sie trugen das Bauwerk fort und machten die erste Rast bei Alburg, dort erinnert noch heute der Name Frauenfleck an das Geschehen. Das zweite Mal setzten sie die Kirche in Frauenbrünnl bei Straubing ab, wo später die Wallfahrtskirche Frauenbrünnl errichtet wurde. Anschließend pausierten sie an der Schifflände bei Kagers und nutzten von dort aus ein Schiff über die Donau um die Kirche an ihren heutigen Platz in Sossau zu bringen. Am Morgen nach der Überfahrt sollen die Engel zum ersten Mal das „Frauenglöckl“ geläutet haben.
Die Legende lässt sich jedoch nur bis ins 14. Jahrhundert zurückverfolgen. Da auch schon in der Vergangenheit Zweifel an der Geschichte aufkamen, gab es 1736 eine Grabung an den Kirchenmauern. Hierbei wurde festgestellt, dass die Kirche kein Fundament besitzt. Kurfürst Karl Albrecht, seit 1742 Kaiser Karl VII., reichte dies als Beweis der Legende, und er feierte die Kirche als „teutsches Loretho“.

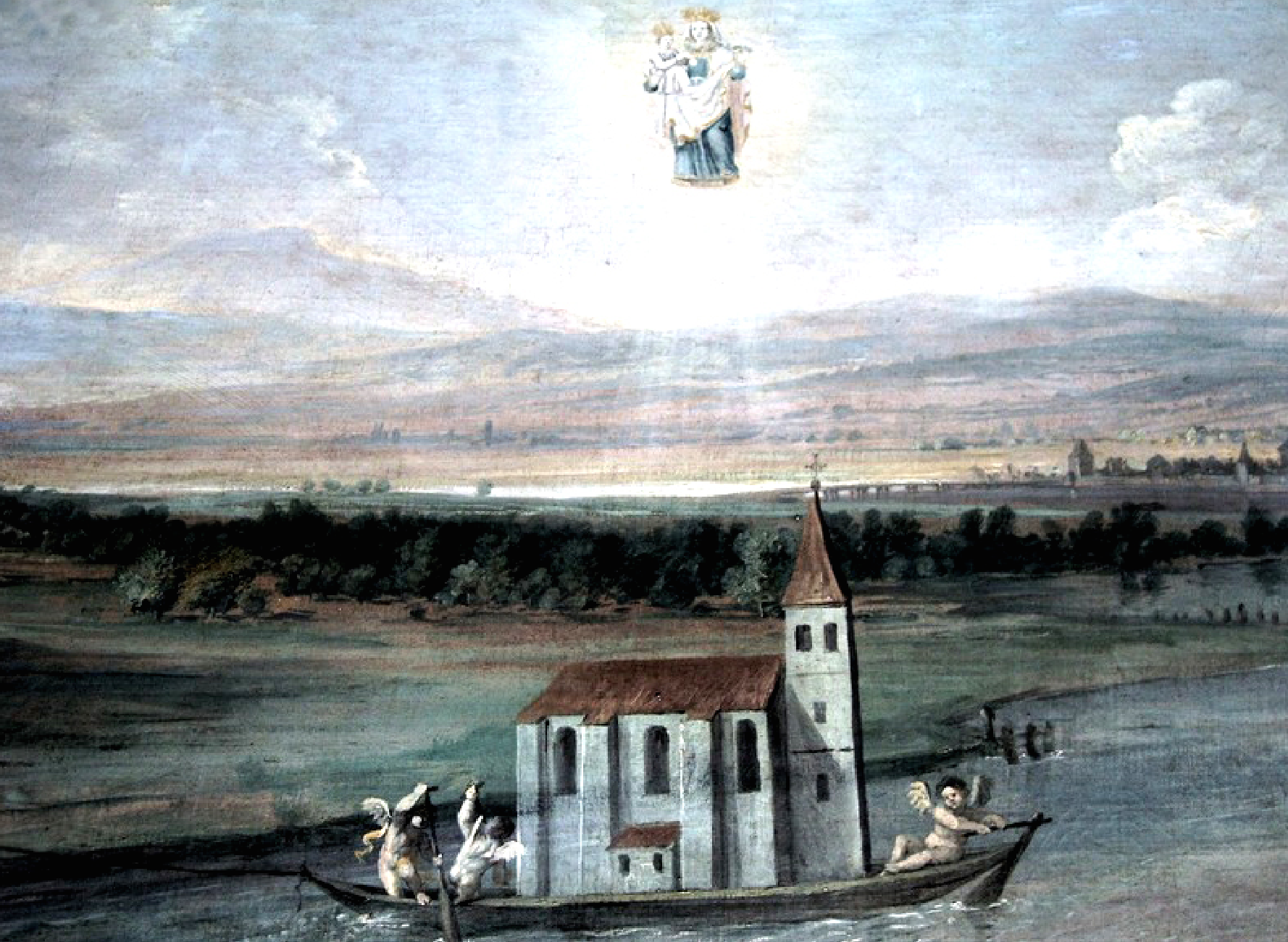
Ölgemälde in der Oberkirche des Münchner Bürgersaals

In der Oberkirche des Münchner Bürgersaals in der Fußgängerzone hängt vorne an der linken Seitenwand ein großes Gemälde, betitelt „Sossau“. Bei genauem Hinsehen erkennt man, dass die dargestellte Kirche nicht in einer weiten Flusslandschaft steht, sondern tatsächlich von Engeln in einem Boot über den Fluss gezogen wird.